# 19세기 철학
19세기에는 계몽주의 철학들이 극적인 효과를 내기 시작하던 시기로, 이마누엘 칸트와 장 자크 루소의 기념비적인 업적들이 새로운 세대의 사상가들에게 영향을 끼쳤다. 18세기 후반에 이르면 낭만주의로 알려진 운동이 과거의 형식적인 합리성에 거대하고 좀 더 직접적인 감정과 유기체의 감각을 결합시키려고 하였다. 이러한 변화에 불을 붙인 주요한 생각은 진화이었다. 진화는 요한 볼프강 폰 괴테, 이래즈머스 다윈, 찰스 다윈이 주장하였다. 또한 아담 스미스의 자유 시장 같은 새로운 질서가 출현하였다. 19세기는 평등주의의 압박과 좀 더 급격한 변화의 결과로 철학의 변화가 보여주는 것처럼 혁명과 소란의 시기가 되었다.

## 역사적 배경
1789-1815년에 이르는 소란스러운 시대에 유럽문화는 혁명과 전쟁과 분열에 의해 변화되었다. 이전 세기의 사회적이고 문화적인 기둥들이 뽑혀나가면서, 경제와 정치에 있어 극적인 변화가 준비되었다. 유럽 철학은 이러한 변화들을 반영하거나 그러한 변화에 참여하거나 새로운 변화를 이끌었다.

### 후기 계몽주의의 영향
18세기 후반에는 이전에 등장한 철학을 체계적으로 정리하는 일이 이루어짐과 동시에 어떻게 철학이 체계적으로 정리될 수 있는가에 대한 깊은 의문이 제기되었다. 장 자크 루소와 더불어 이마누엘 칸트는 이 시기에 가장 중요한 영향을 끼친 인물로 언급되었다. 루소는 자연상태와 국가에 대해서 설명하려고 시도하였고, "인간은 자유롭게 태어났지만, 모든 곳에서 사슬에 묶여있다"고 주장하면서 국가의 원리에 도전하였다. 칸트는 공리적인 회의주의(axiomic skepticism)를 옹호하려고 시도하면서, 우리는 진짜 진실을 볼 수도 없고 그것에 대해 말할 수도 없다고 주장했다. 진실에 대해서 우리 모두가 아는 것은 껍데기들이라는 것이다. 우리 모두가 볼 수 있는 진실은 껍데기이기 때문에, 칸트는 우리가 물자체를 알 수 없다고 주장한다. 헤겔의 알 수 없는 것과 상황에 따라 알 수 없는 것 사이의 구별은 헤겔이 구상한 우주의 이성적 체계의 시작으로 볼 수 있다. 칸트에 대한 꽤 간단한 반박은 그것의 존재에 대한 일부 지식을 표시하면서 껍데기 뒤에서 작동하는 어떤 알 수 없는 것을 상상하는 것이다. 매우 간단하게 말하면, 그것이 존재한다는 것을 아는 것이 그것을 아는 것이다.

## 철학 학파와 경향
이 문단의 내용이 "19세기 철학"의 모든 것을 총망라하는 목록은 아니다.

### 독일 관념론
칸트의 철학을 붙들고 씨름한 첫 번째 철학자 중 한사람은 요한 고틀리프 피히테이다. 그는 칸트적인 형이상학을 발달시켰고, 이러한 그의 업적은 낭만주의를 위한 영감의 원천이 되었다. 《지식학》( Wissenschaftslehre)에서 피히테는 자아가 그 자신을 가정하며 자아는 자기 생산과 변화 과정이라고 주장한다.
피히테의 제자인 프리드리히 빌헬름 요제프 셸링은 같은 생각을 계속 발전시켰으며, 강단 철학자로서 낭만주의자들에 동화되기도 했다. 피히테의 제자이자 셸링과 같은 방을 쓰기도 했던 게오르크 빌헬름 프리드리히 헤겔은 칸트 이후 관념론자 중에서 가장 두각을 나타낸 인물이 되었다.
아르투어 쇼펜하우어는 헤겔의 합리주의와 낙관주의적 철학에 반대했고, 칸트의 관념론에 등장하는 물자체 개념에 맹목적 의지라는 개념을 결합하여 염세적이면서 독창적인 세계관을 세움으로써 니체에게 지대한 영향을 주었다.

### 공리주의
19세기 초반 영국의 제러미 벤섬과 존 스튜어트 밀은 행복을 최대화하는 행동이 옳다는 생각을 펼쳤다.

### 실존주의
철학의 운동으로서의 실존주의는 정확히 20세기 철학에 해당하지만, 실존주의의 주요한 생각은 쇠렌 키르케고르와 프리드리히 니체에 의해 미리 제시되었다. 그 두 사람은 실존주의가 본격적으로 등장하기 이전에 긴 글을 썼다. 1840년대에 유럽의 강단 철학은 헤겔의 뒤를 따르고 있었으며, 그로 인해 거의 완전히 인간 개인의 삶과의 관계으로부터 분리된 상태로 추상적인 형이상학 체계에 몰두하였다. 키르케고르는 철학에 소크라테스의 정신을 다시 도입하고자 했다. "주관성, 헌신, 신앙, 열정" 같은 것들은 인간 조건의 일부분이라는 것이다.
키르케고르처럼 니체는 19세기 유럽의 도덕적 가치가 허무주의로 붕괴된다고 보았다.(키르케고르는 그것을 두고 "수평적" 과정이라고 불렀다) 니체는 전통적인 도덕 가치들이 기반을 둔 토대를 폭로함으로써 그러한 가치들을 뿌리채 흔들려고 시도했다. 그런 끝에 그는 주인과 노예의 도덕을 구분하고, 유럽의 노예도덕의 겸손과 굴종으로부터 인간이 돌이켜야한다고 주장했다.
두 철학자는 모두 실존주의의 선구자로서, 시대에 맞선 위대한 인물들이다. 키르케고르는 19세기 유럽에 대해 다음과 같이 썼다. "각 시대는 각자 자신의 특질을 지닌 부패함을 지니고 있다. 우리 시대는 아마도 즐거움이 없음과 마음대로 행함과 음탕함을 지니고 있을 것이지만, 도리어 타락한 다신교도가 인간 개인을 경멸하고 있다."

### 실증주의
오귀스트 콩트는 스스로를 근대 사회학의 설립자로 공언하였고, 오직 인간 지식의 범위를 구성하기 위한 확인된 관찰들의 엄밀한 순서에 대한 견해를 앞장 서서 제시했다. 그는 수학, 천문학, 물리학, 화학, 생물학, 그리고 "사회의 변동을 연구하는 동학(dynamics)과 사회 질서를 연구하는 정학(statics)"으로 이루어진 새로운 학문 분야인 "사회학"으로 순서를 세우고 뒤로 갈수록 복잡성의 정도가 높은 과학이 되기를 희망했다.

### 실용주의 (프래그머티즘)
미국 철학자 찰스 샌더스 퍼스와 윌리엄 제임스는 실용주의 철학을 19세기 후반에 발전시켰다.

### 초월주의
초월주의는 이마누엘 칸트의 초월과 독일 관념론을 뿌리로 삼는 사상으로, 랄프 왈도 에머슨과 헨리 데이비드 소로우가 주도하였다.......